# اغوای اینگمار برگمان
اغوای اینگمار برگمان (به انگلیسی: The Seduction of Ingmar Bergman) بیست‌ودومین آلبوم استودیویی گروه موسیقی راک آمریکایی اسپارکس است که اوت سال ۲۰۰۹ منتشر شد.
این آلبوم مفهومی در سبک اپرای پاپ حول ماجرای بازدید خیالی اینگمار برگمان کارگردان سوئدی از هالیوود در دههٔ ۱۹۵۰ شکل گرفته‌است و تقابل فرهنگ اروپایی و آمریکایی، و هنر و تجارت را برجسته می‌کند.